# Sonate K. 212
Pour la sonate de Mozart, voir Sonate d'église no 6 de Mozart.
La sonate K. 212 (F.160/L.135) en la majeur est une œuvre pour clavier du compositeur italien Domenico Scarlatti.

## Présentation
La sonate K. 212 en la majeur, notée Allegro molto, accompagne la sonate K. 211 de même tonalité. À la double barre, Scarlatti surprend en changeant de tonalité et surtout présente un développement héroïque et des enchaînements évoquant Beethoven.
Début de la seconde partie :

Le manuscrit principal est le numéro 7 du volume III de Venise (1753), copié pour Maria Barbara ; l'autre étant Parme IV 7. Les autres sources étant Münster III 23 et Vienne E 21.

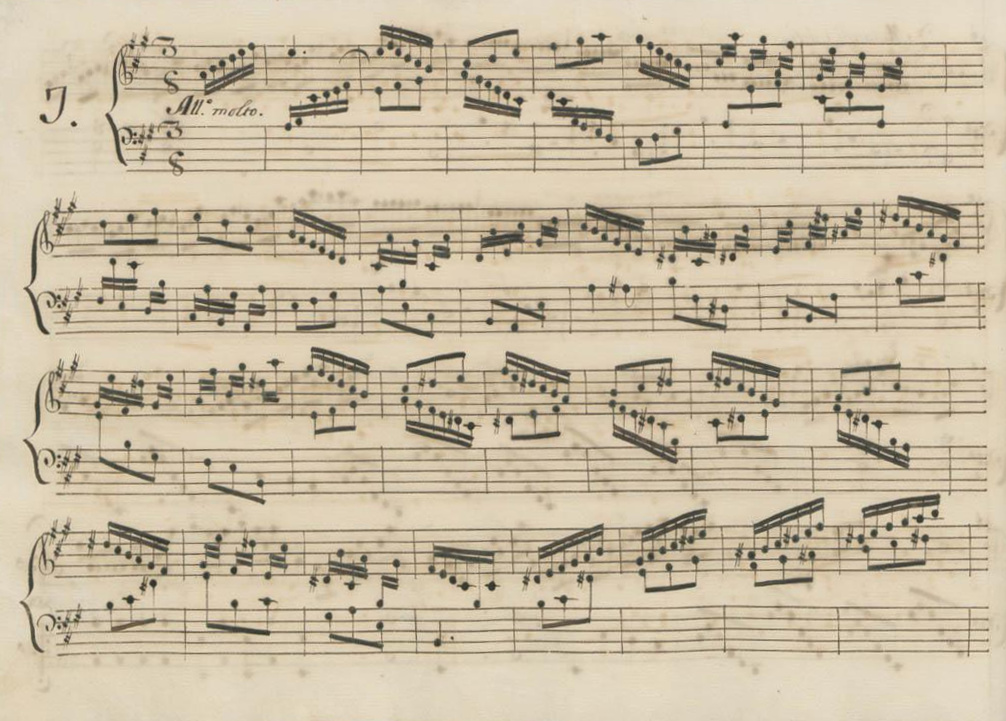
Parme IV 7.
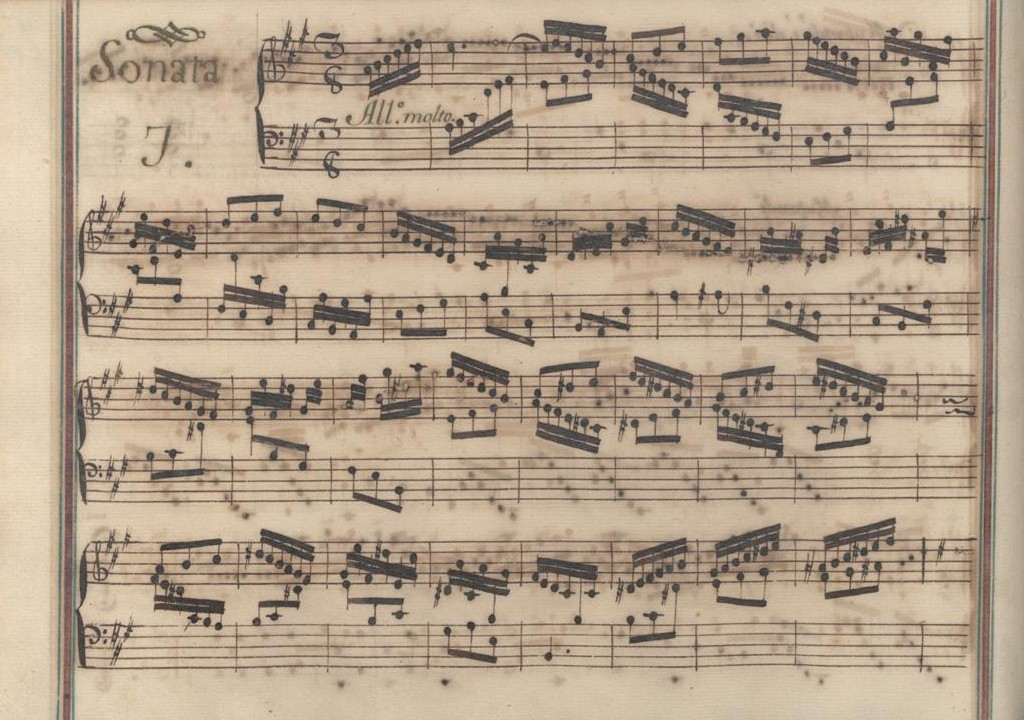
Venise III 7.
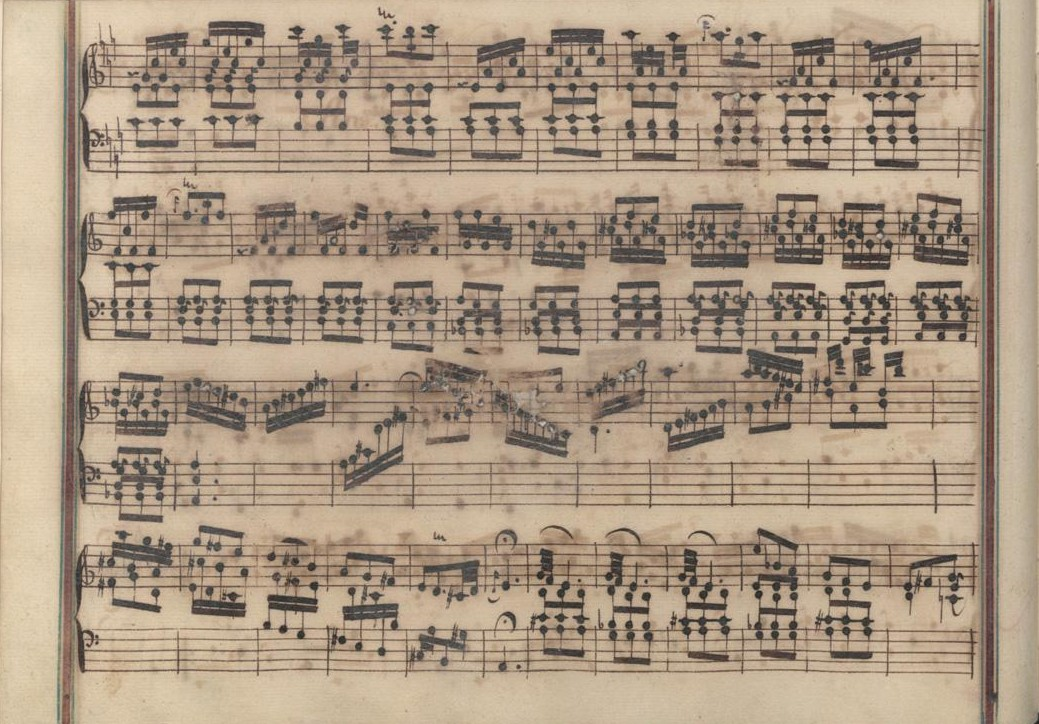
Début de la seconde section (Venise).

## Interprètes
La sonate K. 212 est interprétée au piano, notamment par Béla Bartók (1929, Hungaroton), Murray Perahia (1996, Sony), Jenő Jandó (1999, Naxos), Carlo Grante (2009, Music & Arts, vol. 2) et Daria van den Bercken (2017, Sony) ; au clavecin, Luciano Sgrizzi (1964, Accord), Scott Ross (Erato, 1985), Kenneth Weiss (2001, Satirino), Richard Lester (2001, Nimbus, vol. 2), Mario Raskin (2011, Verany) et Pierre Hantaï (2015, Mirare).

## Sources
: document utilisé comme source pour la rédaction de cet article.
- Ralph Kirkpatrick (trad. de l'anglais par Dennis Collins), Domenico Scarlatti, Paris, Lattès, coll. « Musique et Musiciens », 1982 (1re éd. 1953 (en)), 493 p. (OCLC 954954205, BNF 34689181).
- Alain de Chambure, « Domenico Scarlatti : Intégrale des sonates — Scott Ross », p. 223, Erato (2564-62092-2), 1985 (OCLC 891183737) .